# Xavier Garriga Paituví
Xavier Garriga Paituví, àlies “Carlos” i “el Secretari” fou militant del Forces Socialistes Federals (FSF) en la comarca del Vallès Oriental (dels anys 1966 al 1969). En aquest grup va conèixer a Santiago Soler Amigó i junts van decidir abandonar-lo. A partir de 1968 va treballar a l'editorial Ariel (en els tallers) a Esplugues del Llobregat i milità a Comissions Obreres d'Arts Gràfiques on arran d'una vaga va ser acomiadat d'aquesta empresa. Després va participar en comissions Obreres de Barris fins al 1969. Més endavant es va preocupar de l'acció teòrica. Va tenir un paper destacat en Edicions Maig 37.
Estudià el batxillerat nocturn a l'Institut Maragall de Barcelona on es van conèixer Salvador Puig i els germans Oriol i Ignasi Solé Sugranyes. Tots ells van participar en la creació del MIL Moviment Ibèric d'Alliberament que va assumir elements marxistes i llibertaris.
El 25 de setembre de 1973 fou detingut juntament amb Salvador Puig Antich en una emboscada policial quan anaven a reunir-se amb Santiago Soler Amigó i torturat. No fou testimoni directe del tiroteig on va morir Francisco Anguas Barragan però va haver de signar una declaració amb falsedats.